# Eleocharis monantha
Eleocharis monantha är en halvgräsart som beskrevs av Ernest Nelmes. Eleocharis monantha ingår i släktet småsäv, och familjen halvgräs. Inga underarter finns listade i Catalogue of Life.